# Sibbaldianthe adpressa
Sibbaldianthe adpressa är en rosväxtart som först beskrevs av Aleksandr Andrejevitj Bunge, och fick sitt nu gällande namn av Sergei Vasilievich Juzepczuk. Sibbaldianthe adpressa ingår i släktet spetsfingerörter, och familjen rosväxter. Inga underarter finns listade i Catalogue of Life.